# Taivalvaara
Taivalvaara är en kulle i Finland. Den ligger i Suomussalmi och landskapet Kajanaland, i den nordöstra delen av landet, 600 km norr om huvudstaden Helsingfors. Toppen på Taivalvaara är 301 meter över havet.
Terrängen runt Taivalvaara är huvudsakligen platt.  Trakten runt Taivalvaara är nära nog obefolkad, med mindre än två invånare per kvadratkilometer.